# 張敬樂
張敬樂，MH（1991年2月8日—），香港單車運動員，與胞兄張敬煒同為香港單車代表隊成員。

## 簡歷
張敬樂在2003年畢業於保良局陳溢小學，後畢業於馬鞍山崇真中學。在就讀中學一年級時，張敬樂開始透過體院青苗計劃投入專業單車訓練；於2009年在亞洲青少年錦標賽連奪公路計時賽、捕捉賽、個人追逐賽及麥迪遜賽4面金牌。香港單車代表隊總教練沈金康認為張擁有很高潛質，連黃金寶也難於追逐賽擊敗他。
2010年，代表香港參加2010年亞洲運動會，先奪得男子個人追逐賽銀牌，後再伙拍張敬煒、蔡其皓、郭灝霆、高肇蔚和楊英瀚，參加男子团体追逐赛奪得銀牌。
2016年，張敬樂加入了世界一級職業車隊之一的澳瑞凱-綠刃車隊，至2018年約滿離隊。
2017年9月，張敬樂在第十三屆全國運動會奪得公路個人計時賽銀牌。
2021年，張敬樂向香港體育學院提出退役，於3月31日離開港隊。

## 主要賽事成績
2009
亞洲青少年錦標賽
公路計時賽冠軍
捕捉賽冠軍
個人追逐賽冠軍
麥迪遜賽冠軍（夥拍蔡其皓）
2010年
環韓國單車賽第10站冠軍
環日本單車賽序幕賽亞軍
環熊野單車賽第3站亞軍
2011年
環辛卡拉克單車賽第4站季軍
2012年
環日本單車賽序幕賽季軍
環熊野單車賽
青年總成績冠軍
序幕賽亞軍
环海南岛国际公路自行车赛第6站冠軍
環太湖單車賽青年總成績亞軍
2013年
國際自由車環台公路大賽第1站亞軍
環韓國單車賽
總成績亞軍
青年總成績冠軍
全港公路錦標賽個人計時賽亞軍
2014年
環泰國單車賽
總成績亞軍
第1站亞軍
全港公路錦標賽
個人計時賽冠軍
個人公路賽冠軍
2015年
環泰國單車賽總成績季軍
環伊真單車賽第1站冠軍
全港公路錦標賽個人計時賽冠軍
週遊馬來西亞單車賽
總成績季軍
第1站亞軍
第2站季軍
2016年
亞洲單車錦標賽
個人計時賽冠軍
個人公路賽冠軍
全港公路錦標賽
個人計時賽冠軍
個人公路賽冠軍
2017年
亞洲單車錦標賽
個人計時賽季軍
隊際計時賽季軍
第十三屆全國運動會
公路個人計時賽亞軍
2018年
亞洲單車錦標賽
個人計時賽冠軍
隊際計時賽季軍
環熊野單車賽第3站季軍

## 榮譽
- 香港特區政府嘉獎

行政長官社區服務獎狀（2011年）
- 香港傑出運動員選舉

「香港最佳運動組合」－香港場地單車男子麥迪遜隊（2018年，與梁峻榮搭檔）

## 外部連結
- [1]（英文） 張敬樂 (procyclingstats) （页面存档备份，存于）

1. ↑  . www.facebook.com.   [2021-06-22] （英语）.